# 拉加利索尼埃級輕巡洋艦
拉加利索尼埃级轻巡洋舰（La Galissonnière-class cruiser）是法国海军于20世纪30年代建造的一批轻巡洋舰，该级同时也是法国海军在二战前完工的最后一批轻巡洋舰。
本级舰共建成六艘。第二次世界大战爆发后，乔治·莱格号，光荣号和蒙卡姆号于战争中期加入盟军并接受了改装，在自由法国海军中服役至战争结束，拉加利索尼埃号，让·德·维耶纳号和马赛曲号则在维希法国海军中服役并于1942年的土伦自沉事件中被维希法国海军凿沉。

## 研发背景

### 间战期的影响
间战期的法国海军意识到了自己在轻巡洋舰方面的极度匮乏：当时的法国海军拥有的轻巡洋舰中，相对新锐的轻巡洋舰迪盖·特鲁安级和埃米尔·贝尔坦号虽然与别国的轻巡洋舰相比拥有同吨位量级下极高的航速和较强的火力，但是在设计时过分追求的高航速和机动性导致这两级没有任何装甲防护：一战结束后从德奥赔偿获得的巡洋舰以及20世纪初建造的几艘装甲巡洋舰又舰龄过高，即将退役。同时意大利又开始建造用于应对法国超级驱逐舰的雇佣兵队长级，于是法国海军决定结合埃米尔·贝尔坦号上首次使用的三联炮塔和阿尔及利亚号的防护以及推进系统，以此为蓝本建造一级全新的轻巡洋舰用于取代之前的老旧舰船并配合新建的敦刻尔克级作战。

### 设计与发展
关于该级的构想与1930年开始，但直到1931年末期才确定了最终指标。与前级埃米尔·贝尔坦号相比最大的特点就是将相当一部分排水量用在了装甲防护上，并且为了增强远距离的对空能力，将原本计划中的四座37mm防空炮改为了四座双联90毫米高炮，同时为了应对90毫米高炮导致的重量增加，鱼雷发射管也从计划中的三联装改为双联装，最终该级首舰拉加利索尼埃号于1931年12月开工建造。

### 同级舰与舰名来源
拉加利索尼埃级共建成六艘，分别被命名为拉加利索尼埃，让·德·维耶纳，马赛曲，乔治·莱格，光荣和蒙卡姆。舰名分别源自18世纪的法国海军将领加利索尼埃侯爵罗兰-米歇尔·巴兰，百年战争时期的法国骑士让·德·维耶纳，法国国歌《马赛曲》，政治家乔治·莱格，法国海军的传统舰名“光荣”，以及七年战争时期的新法兰西地区将领蒙卡姆·德·圣维兰侯爵。

## 设计
拉加利索尼埃级与同时期的轻巡洋舰相比，火力基本持平，装甲更为厚重，但是航速相对逊色。这与法国海军之前一直追求的抛弃防护，追求火力与机动性的目的相反，一定程度上反映了法国海军在舰艇设计思路上的转变。

### 武器

#### 主要武器
拉加利索尼埃级的主武器为三座三联装1930式55倍径152毫米火炮，炮塔中的每门火炮可以独立俯仰而不是共鞍式机构，理论射速为5轮/分钟，寿命约为300-350发，最大射程可达到26km。该级的炮弹还使用了弹头染色装置用于校射(被称为“K”弹)。前两座主炮采用背负式布置在前部，另一座布置于后部。
虽然与埃米尔·贝尔坦号的主炮型号相同，但该级的炮塔由于布置了装甲的缘故重量更大（178吨对112吨）。

#### 次要武器
拉加利索尼埃级的副武器为八门1926年式50倍径90毫米高平兩用砲，装备在四座双联装炮塔中，虽然比起之前迪盖·特鲁安级装备的75毫米火炮性能有所提升，但该型火炮实际射速依旧较低，超过60°填装困难的问题在一定程度上还是限制了该火炮的对空能力。
鱼雷使用550mm 23 DT，这种鱼雷从1925年开始成为法国海军的主力鱼雷 ，装备在船体两侧两座双联装鱼雷发射管中，射击参数由舰桥侧边的3米测距仪提供。

#### 防空武器
与之前建造的舰艇类似，拉加利索尼埃级的防空能力也较弱，最初该级设计携带的防空武器仅有四座双联装37毫米防空炮（后被90毫米高炮取代）和四座双联装13.2毫米机枪，1941年增设了一座双联装37毫米防空炮和一座双联装25毫米机关炮，驻扎在西非的三舰（乔治·莱格，光荣和蒙卡姆）还增设了几挺13.2毫米。法国的老式37毫米防空炮存在射速较慢的问题，20毫米口径以下的防空机枪面对装甲日益增厚的飞机也逐渐开始力不从心。而全新的ACAD火炮又由于设计困难和法国的快速战败而无缘装备任何一级法军舰艇。
1943年，加入自由法国海军的乔治·莱格号，光荣号和蒙卡姆号在美国接受了改装，将原先所有的小口径防空炮拆除，替换为十六门厄利孔20毫米防空炮和六座四联装博福斯40毫米防空炮。

#### 舰载机
拉加利索尼埃级的舰载机起降系统由舰体中后部的机库，弹射器和舰艉的起重吊车组成，一具可伸缩的压缩空气弹射器设置在三号炮塔顶部，一般搭载三架水上飞机，一架位于弹射器处于待命状态，另外两架折叠机翼后可并排停入二号烟囱后的机库中。该级最具特点的是飞机回收的方式，不同于一般水上飞机滑行降落在舰船侧面，再由舰上起重机吊起回收的形式，拉加利索尼埃级在舰艉处有一张12×8的着陆垫，驾驶员可操纵飞机降落在着陆垫上后，由舰艉的吊车吊起，最后通过甲板上的滑轨移动至机库。虽然这种方式降低了水上飞机回收的操作难度，但是海水对着陆垫的腐蚀相当严重，因此这些着陆垫于1941年均被拆除。
飞机型号最开始采用的是两架GL 812和一架波泰452的组合，但很快就换装为三架卢瓦尔130式水上飞机的组合，卢瓦尔130的性能在战争爆发时已经落伍，只能承担侦查和观测炮弹落点的任务，但这种飞机坚固耐用，且新型的卢瓦尔210换装计划由于210系列故障频发被迫取消，因此卢瓦尔130一直装备在该级上直至1943年改造时拆除弹射器和吊车。

### 防护
| 同时期排水量相近的各国轻巡洋舰装甲对比（单位：mm） | 同时期排水量相近的各国轻巡洋舰装甲对比（单位：mm） | 同时期排水量相近的各国轻巡洋舰装甲对比（单位：mm） | 同时期排水量相近的各国轻巡洋舰装甲对比（单位：mm） | 同时期排水量相近的各国轻巡洋舰装甲对比（单位：mm） |
|                                                    | 拉加利索尼埃级                                     | 利安得级                                           | 莱蒙多·蒙特库克利级                                | 纽伦堡级                                           |
| -------------------------------------------------- | -------------------------------------------------- | -------------------------------------------------- | -------------------------------------------------- | -------------------------------------------------- |
| 主装甲带                                           | 105                                                | 76                                                 | 60                                                 | 50                                                 |
| 甲板                                               | 38                                                 | 25                                                 | 30                                                 | 25                                                 |
| 炮塔                                               | 100                                                | 25                                                 | 70                                                 | 80                                                 |
| 指挥塔                                             | 95                                                 | 无                                                 | 100                                                | 100                                                |

拉加利索尼埃级的装甲防护重量占比达到了其总吨位的约18%，是在同时期轻巡洋舰中少有的以防护见长的轻巡洋舰，以下为该舰部分装甲数据：
- 主装甲带厚度为105毫米，前后舱壁的厚度均为60毫米，可以在14000米的距离上抵御152毫米炮弹的直击。
- 甲板厚度为38毫米，可以抵御15000米的152毫米炮弹直击，甚至可以在一定情况下免疫重巡洋舰的203毫米火炮射击。
- 主炮炮塔的正面炮盾厚度为100毫米，两侧和顶部的装甲均为50毫米，后部装甲为45毫米，炮座装甲为95毫米，底部的提弹井也有70毫米的装甲保护
- 指挥塔的两侧装甲厚度为95毫米，顶部为50毫米，舰内的通讯通道也被50毫米的装甲覆盖，这种设计在之前仅出现于阿尔及利亚号上。

由于拉加利索尼埃级的重防护设计和较高的水线装甲带，使得该级在作战中被同口径炮弹击穿的风险更小。并且与假想敌雇佣兵队长级相比，除去最后一批的阿布鲁齐公爵级外，拉加利索尼埃级比起其余四批佣兵队长级在防护，火力上均略占上风。

#### 水下防护
尽管无法提供阿尔及利亚号水准级别的水下防护，但拉加利索尼埃级还是设置了一层20毫米的防鱼雷舱壁，鱼雷舱壁的外侧是燃料舱，燃料舱外部的鱼雷防护则由部分延伸至水下的主装甲带和18毫米的外舱壁共同组成。由于舰体重量相比起阿尔及利亚号的降低，该级在防过倾方面有着更好的表现：通过反向注水，可以在五分钟内提供22°的倾斜补正。

### 推进
由于未使用阿尔及利亚号的单烟囱设计，因此拉加利索尼埃级的动力系统采用了从前到后为锅炉房-轮机室-锅炉房-轮机室的布局。锅炉使用的是四台英德莱特锅炉，这些锅炉可以提供每平方厘米27千克的压力，以两台一组的形式布置在两个锅炉房内，前部的锅炉房内还有一台小型的备用锅炉以备不时之需。
两间轮机室内各有一台蒸汽轮机用以驱动螺旋桨，型号为拉托-布列塔尼式（拉加利索尼埃，让·德·维耶纳和光荣）和帕森斯式（马赛曲，乔治·莱格和蒙卡姆）两种，每台蒸汽轮机可以提供55000马力的动力。两间轮机室内还各有两台涡轮发电机，用于供应全船所需的电力。
该级设计时的指标为输出84000马力的情况下达到31节的航速，但该级全舰都在测试中达到了35节的高航速并可维持长达九个小时，其中最快的是光荣号，该舰在1937年4月28日的一次海试中跑出了116174马力/36.8节的极速。
该级燃油搭载量为1569吨。续航能力设计为7000海里/12节，这个数据与同时期英德海军的轻巡洋舰持平，优于意大利的雇佣兵队长级，但是逊于城级，布鲁克林级等排水量更大的轻巡洋舰,不过这个续航能力完全满足了随敦刻尔克级一同作战的需求。

## 服役历程

### 建造时间
| 舰名                        | 造船厂         | 开工日期       | 下水日期       | 服役日期       | 结局                     |
| --------------------------- | -------------- | -------------- | -------------- | -------------- | ------------------------ |
| 拉加利索尼埃号              | 布雷斯特兵工厂 | 1931年12月15日 | 1933年11月18日 | 1936年10月29日 | 1942年11月27日于土伦自沉 |
| 让·德·维耶纳号              | 洛里昂兵工厂   | 1931年12月20日 | 1935年7月31日  | 1937年10月9日  | 1942年11月27日于土伦自沉 |
| 马赛曲号                    | 卢瓦尔河造船厂 | 1933年10月23日 | 1935年7月17日  | 1937年10月26日 | 1942年11月27日于土伦自沉 |
| 乔治·莱格号（原沙托雷诺号） | 彭霍特造船厂   | 1933年9月21日  | 1936年3月24日  | 1937年12月4日  | 1959年11月拆解           |
| 光荣号                      | 吉伦特造船厂   | 1933年11月13日 | 1335年9月28日  | 1937年12月4日  | 1958年出售拆解           |
| 蒙卡姆号                    | FCM造船厂      | 1933年11月15日 | 1935年10月26日 | 1937年12月4日  | 1970年拆解               |

- 让·德·维耶纳号和拉加利索尼埃号于土伦自沉后曾分别于1943年2月18日和3月3日被打捞并交付给意大利皇家海军，两舰被重命名为FR11和FR12并开始修复工作，但直至意大利投降两舰也没有完成维修工作：让·德·维耶纳号在1943年11月的空袭中被再次击中起火倾覆，拉加利索尼埃号则在1944年8月被美国陆军空军炸沉。

## 流行文化
在战游网发行的3D大型多人在线角色扮演射击游戏《战舰世界》中，法国巡洋舰科技树的VI级战舰即为拉加利索尼埃級首艦拉加利索尼埃號，但防空配置改用加入自由法国海军接受改装後的乔治·莱格号，光荣号和蒙卡姆号装备的厄利孔和博福斯防空炮模組。在中国智能手机游戏《碧蓝航线》中，拉加利索尼埃于2020年5月的活动『穹顶下的圣咏曲』中作为代表维希法国的维希教廷阵营角色登场。